# Castello di Mesocco
Die Ruinen des Castello di Mesocco liegen bei 752 m ü. M. auf einem mächtigen Felsen südlich des Dorfes Mesocco im Misox im Kanton Graubünden in der Schweiz. Mesocco ist eine der grössten Burganlagen der Schweiz und bildete vom Anfang des 13. Jahrhunderts bis 1526 das herrschaftliche Zentrum des Tals. Am Fuss der Burghügels steht die ebenfalls 1219 erstmals erwähnte romanische Kirche Santa Maria del Castello.

## Anlage
Die Anlage besteht aus vier Hauptteilen: der Vorburg im Nordosten, der Hauptburg auf dem Felsplateau, der Kernburg «Rocca» innerhalb der Hauptburg und der Kirche San Carpoforo.

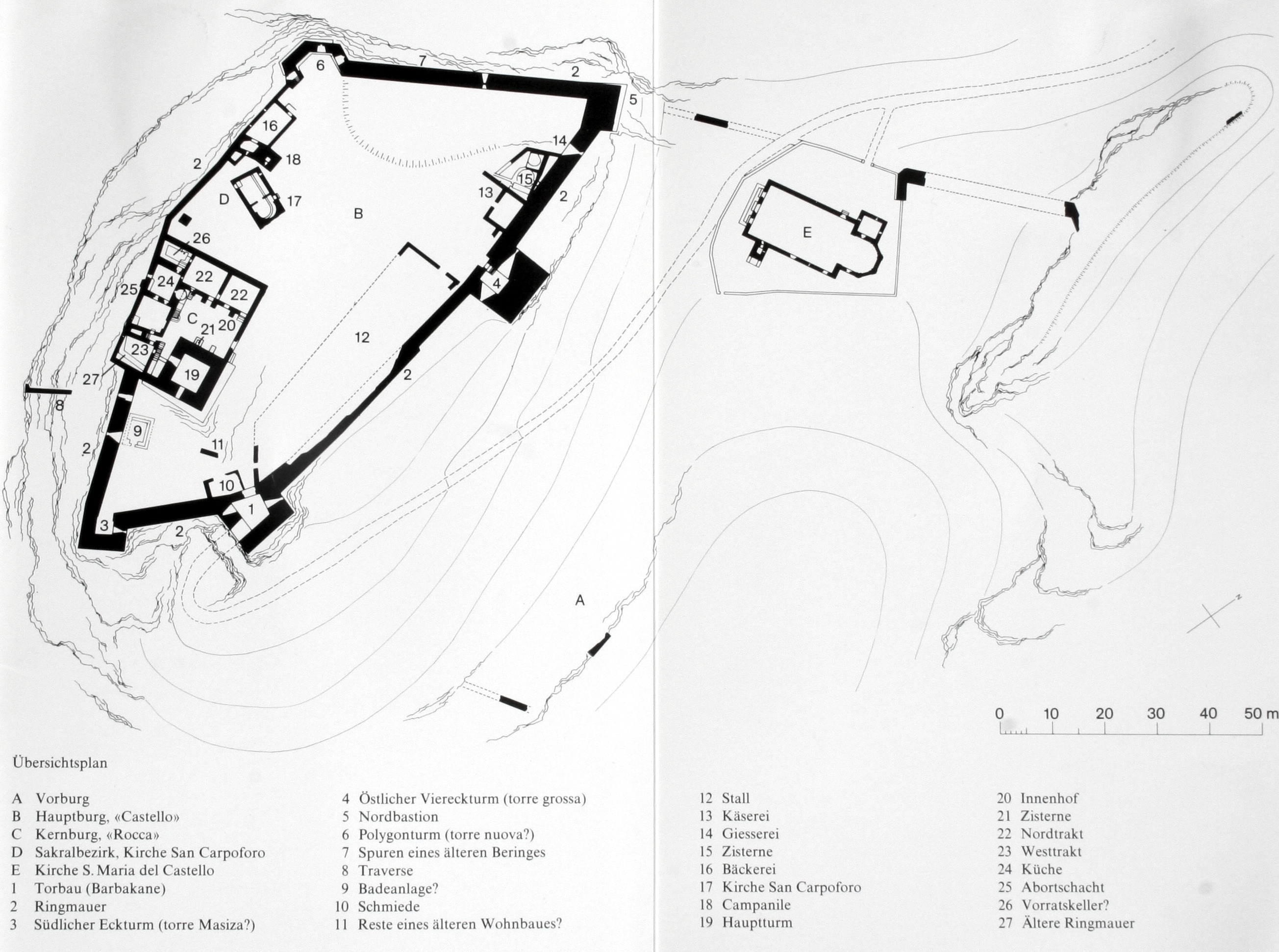
Plan
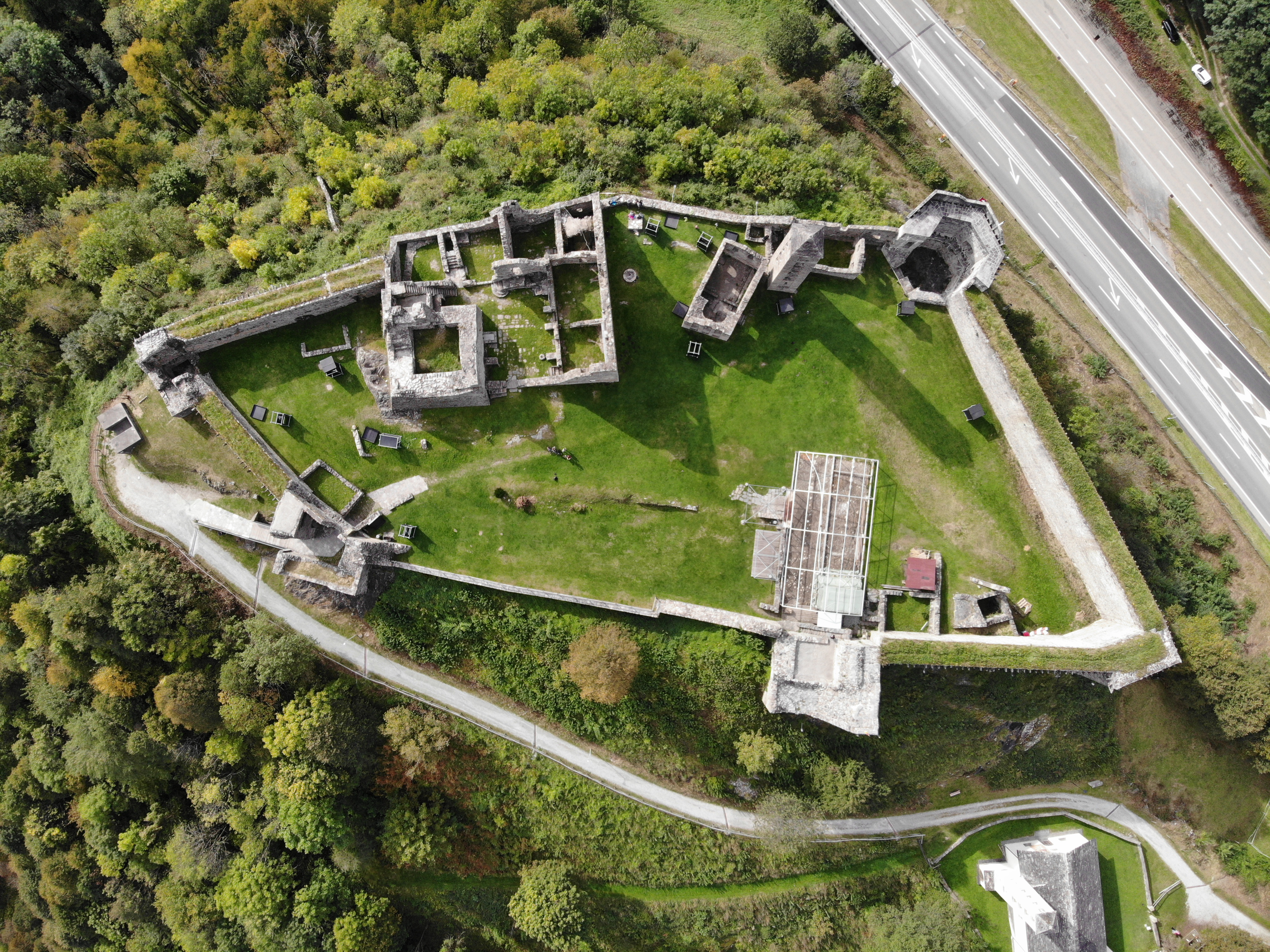
Luftbild

### Vorburg
Von der Vorburg haben sich Reste eines unregelmässig verlaufenden, 1,5 Meter starken Berings erhalten. Hinweise auf Gebäude und auf ein äusseres Tor fehlen. In die Vorburg einbezogen ist die Kirche Sta. Maria del Castello. Durch das Vorgelände erfolgte der Aufstieg über die Ostflanke des Hügels zur Hauptburg, die über eine Zugbrücke erreicht wurde.

### Hauptburg
Die Hauptburg erstreckt sich über die gesamte Fläche des Felskopfs. Entlang der Geländekante verläuft ringsum eine starke Ringmauer. Sie wurde im 13. Jahrhundert angelegt, umschloss das ganze Areal und war mit Zinnen und fünf Türmen bewehrt. Der stärkste Turm, die Torre grossa, stand an der Ostseite und wies eine Mauerstärke von 5 Metern auf. Der Turm an der Nordwestecke mit seinem polygonalen Grundriss wurde zum Teil wieder aufgebaut. In seinem Obergeschoss finden sich Reste eines Aufenthaltsraumes. Alle Türme weisen Schiessscharten auf.
Auf der heute weiten Fläche im Inneren standen im Mittelalter verschiedene Gebäude, die diese Fläche erheblich verkleinerten. Entlang der Ostwand lagen die Stallungen, eine Käserei, eine Giesserei, ein Backofen und die Zisterne.

### Kernburg «Rocca»
Die Kernburg ist an die Westmauer angelehnt und besteht im Wesentlichen aus dem Bergfried, einem gepflasterten Innenhof mit Zisterne, dem Westtrakt und dem Nordtrakt. Wann die Kernburg errichtet wurde, ist nicht geklärt; angenommen wird eine Zeit im 11. oder 12. Jahrhundert. Umfassende Umbauten aus dem 15. Jahrhundert und das anlässlich der Freilegungs- und Sicherungsarbeiten von 1925/26 durch Eugen Probst unsachgemässe Vorgehen haben die baugeschichtlichen Zusammenhänge der älteren Bauperioden weitgehend verwischt; wesentliche siedlungsgeschichtliche Fragen können nicht mehr beantwortet werden.
Der einst fünfstöckige Turm in der Ostecke der Rocca entstand zwischen 1150 und 1200. Er hat sich bis auf eine Höhe von acht Metern erhalten und bildete den mächtigsten Baukörper der mittelalterlichen Burganlage. Der Hocheingang lag auf der Westseite und war über eine nachträglich eingefügte Steintreppe erreichbar; der ursprüngliche Zugang erfolgte über eine Holzkonstruktion.
Vom mächtigen Bau aus der Zeit um 1400 an der Nordseite der Kernburg, dem dreigeschossigen Palazzo mit vorgelagerter steinerner Galerie wie bei der Burg Norantola, haben sich ansehnliche Mauerreste erhalten. In den Mauern sind Fensteröffnungen mit Sitznischen und ein Kamin erkennbar. An der Aussenseite des Berings lag ein Abortschacht mit zwei Sitznischen in verschiedenen Stockwerken. Die Reste der Malereien stammen aus dem frühen 15. Jahrhundert.

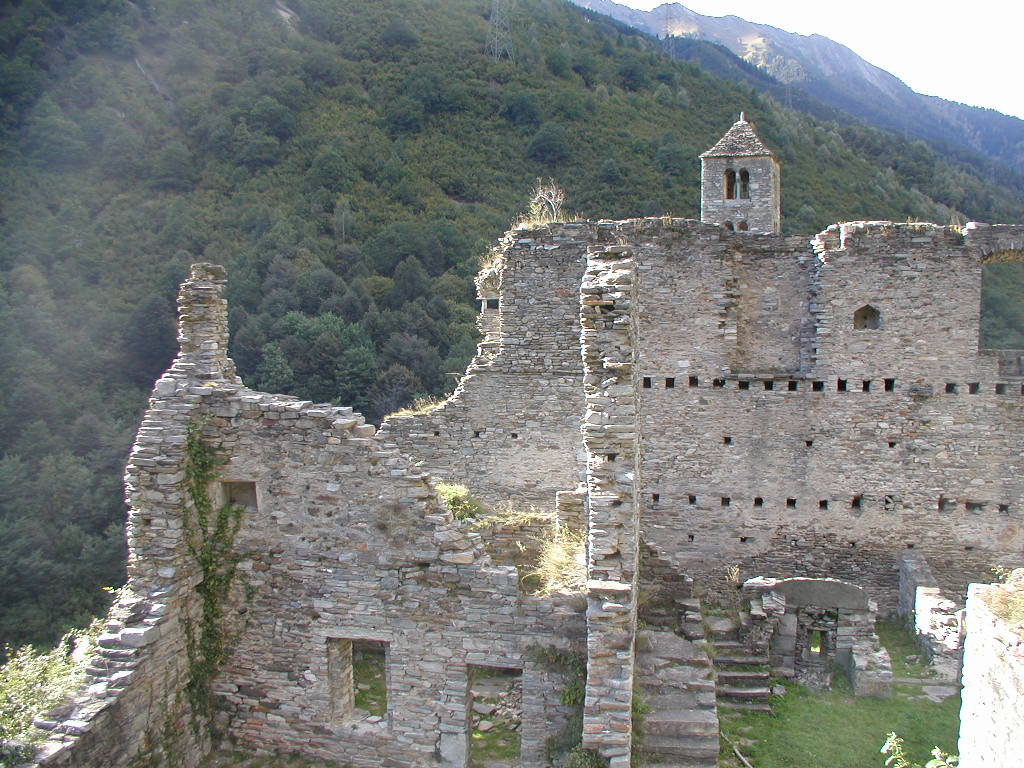
Blick an die Südmauer des Palazzo
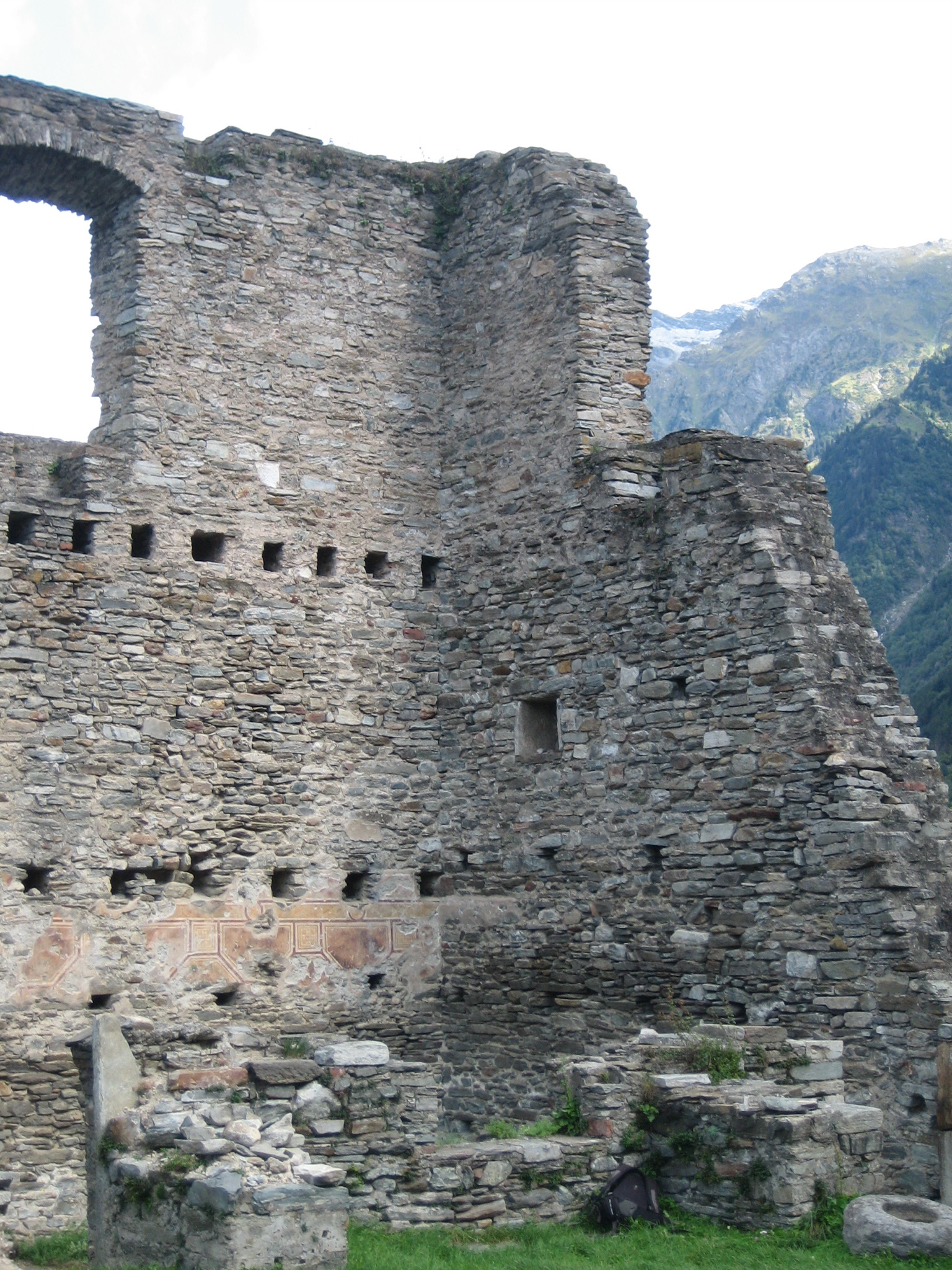
Ecke Innenhof
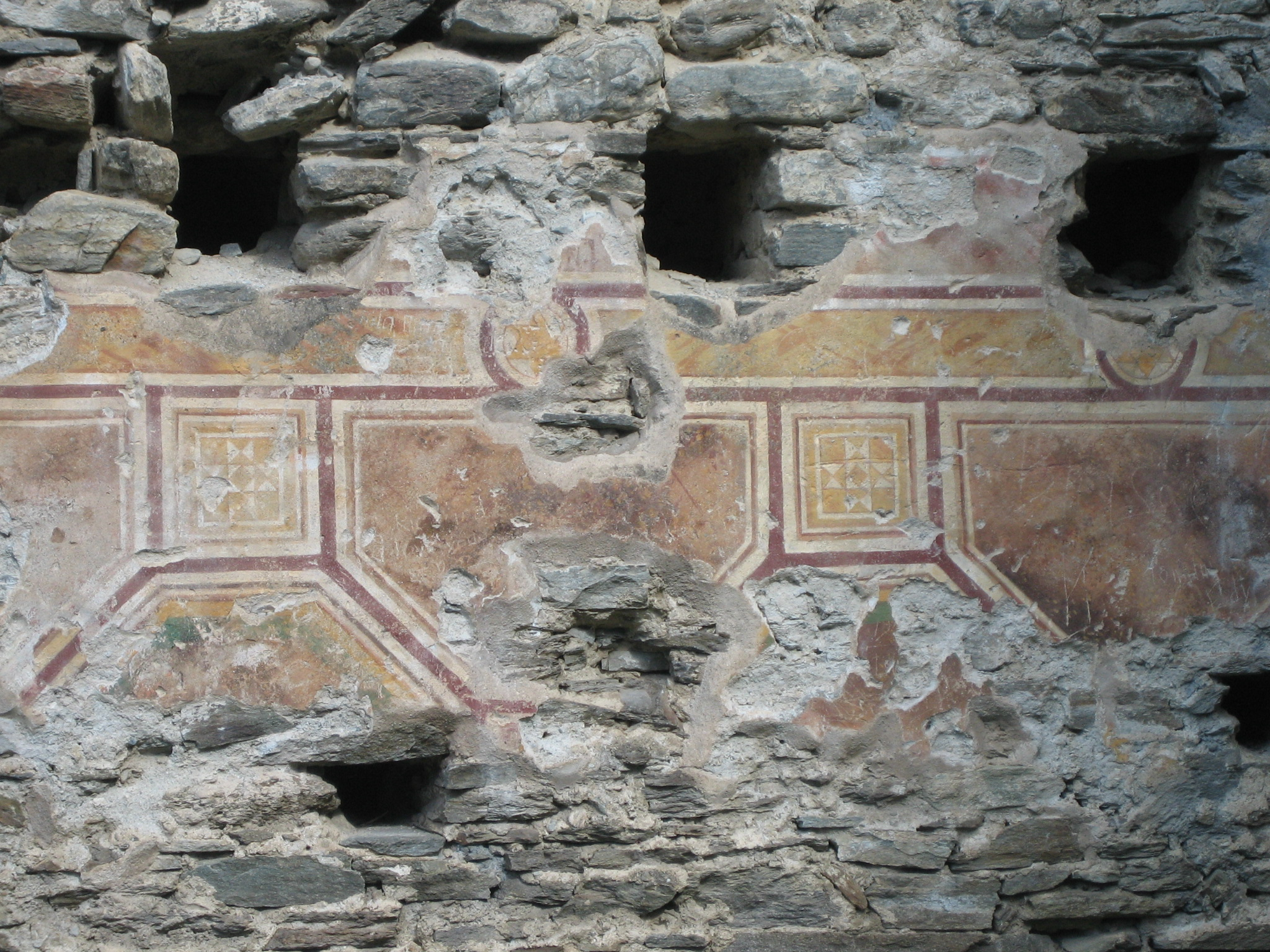
Reste von Malereien
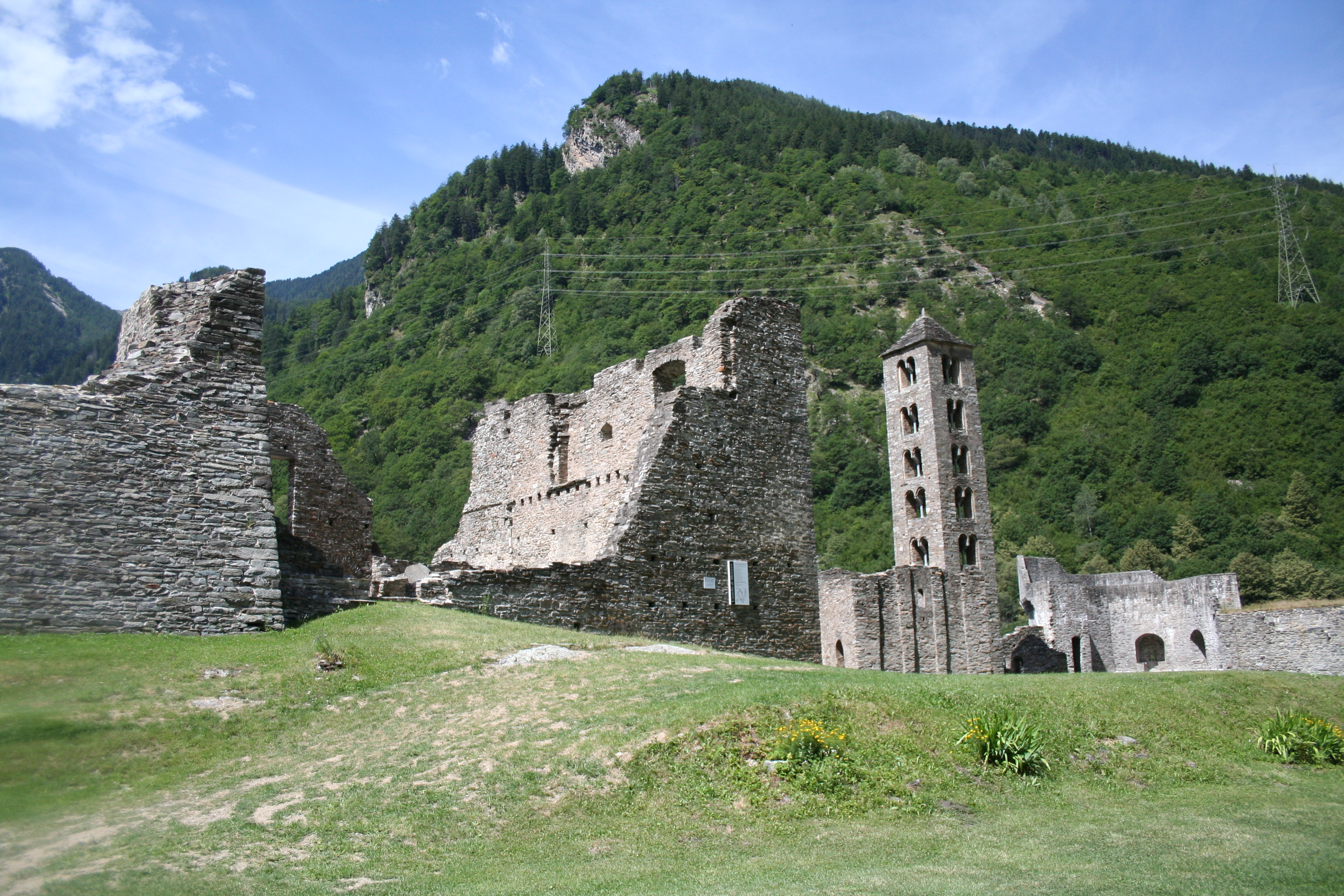
Innenraum der Anlage
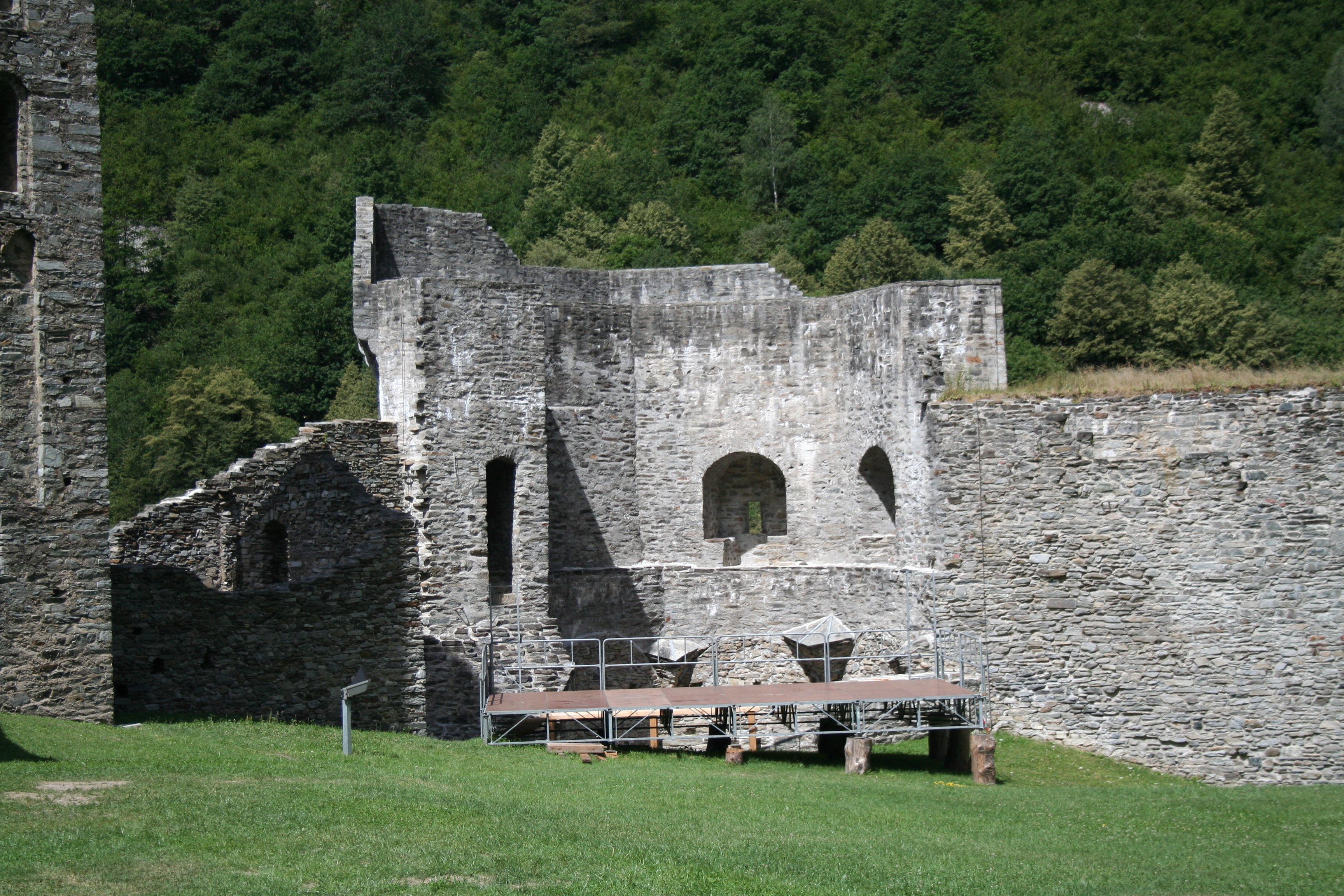
Wieder aufgebauter Westturm
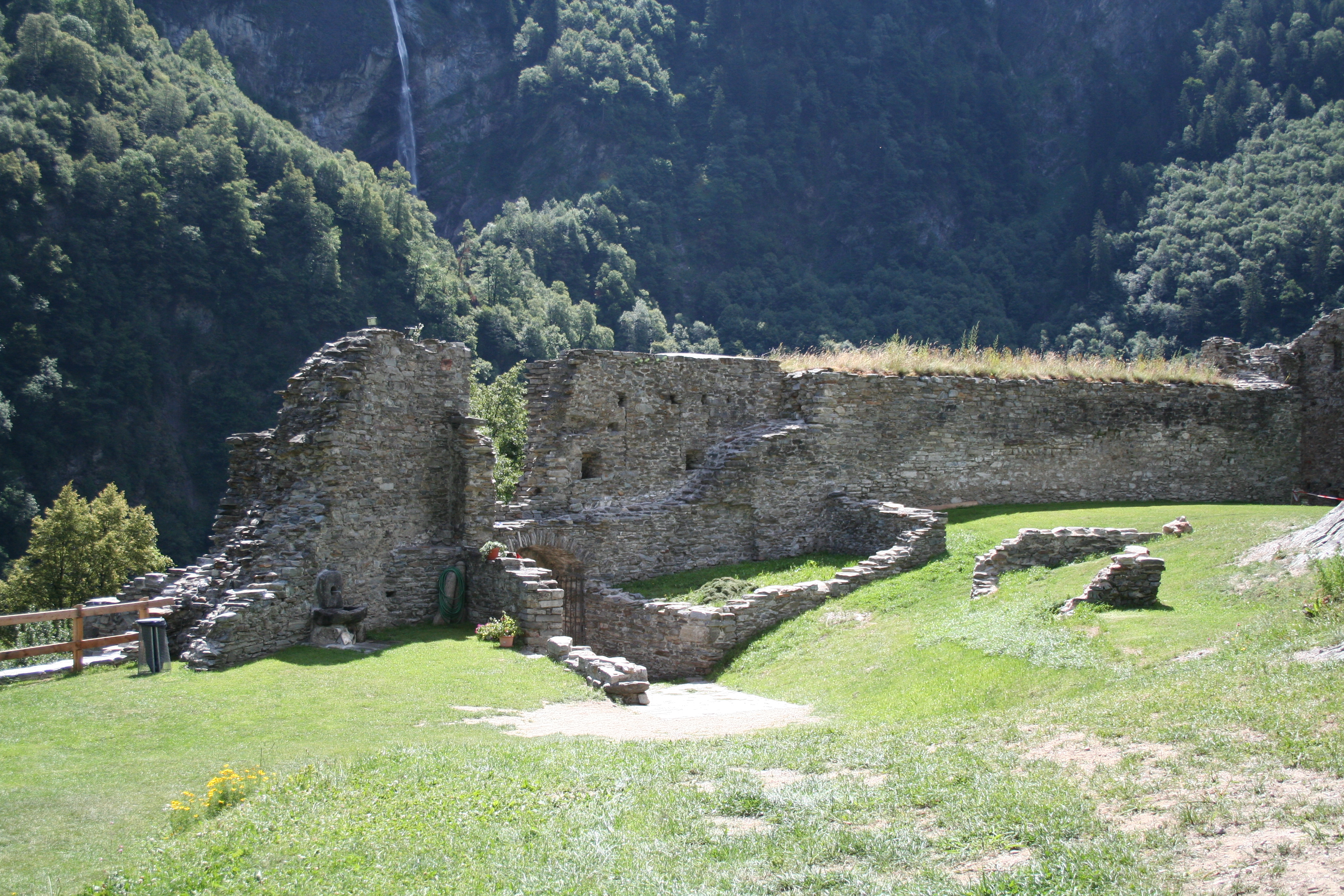
Eingangsbereich

### Kirche
Im Innern der Kirche San Carpoforo mit hufeisenförmiger Apsis finden sich Fundamentreste eines Vorgängerbaus mit runder Apsis aus dem 6. oder 7. Jahrhundert. Diese frühmittelalterliche Kirche wurde im 11. Jahrhundert durch einen romanischen Neubau mit freistehendem Campanile ersetzt. Die Quermauer wurde nachträglich eingefügt. Die Bemalung soll im 17. Jahrhundert noch weitgehend intakt gewesen sein. Neben der Kirche steht der siebenstöckige Campanile mit seinen gekoppelten Rundbogenfenstern. Eine Begräbnisstelle ist nicht nachgewiesen.

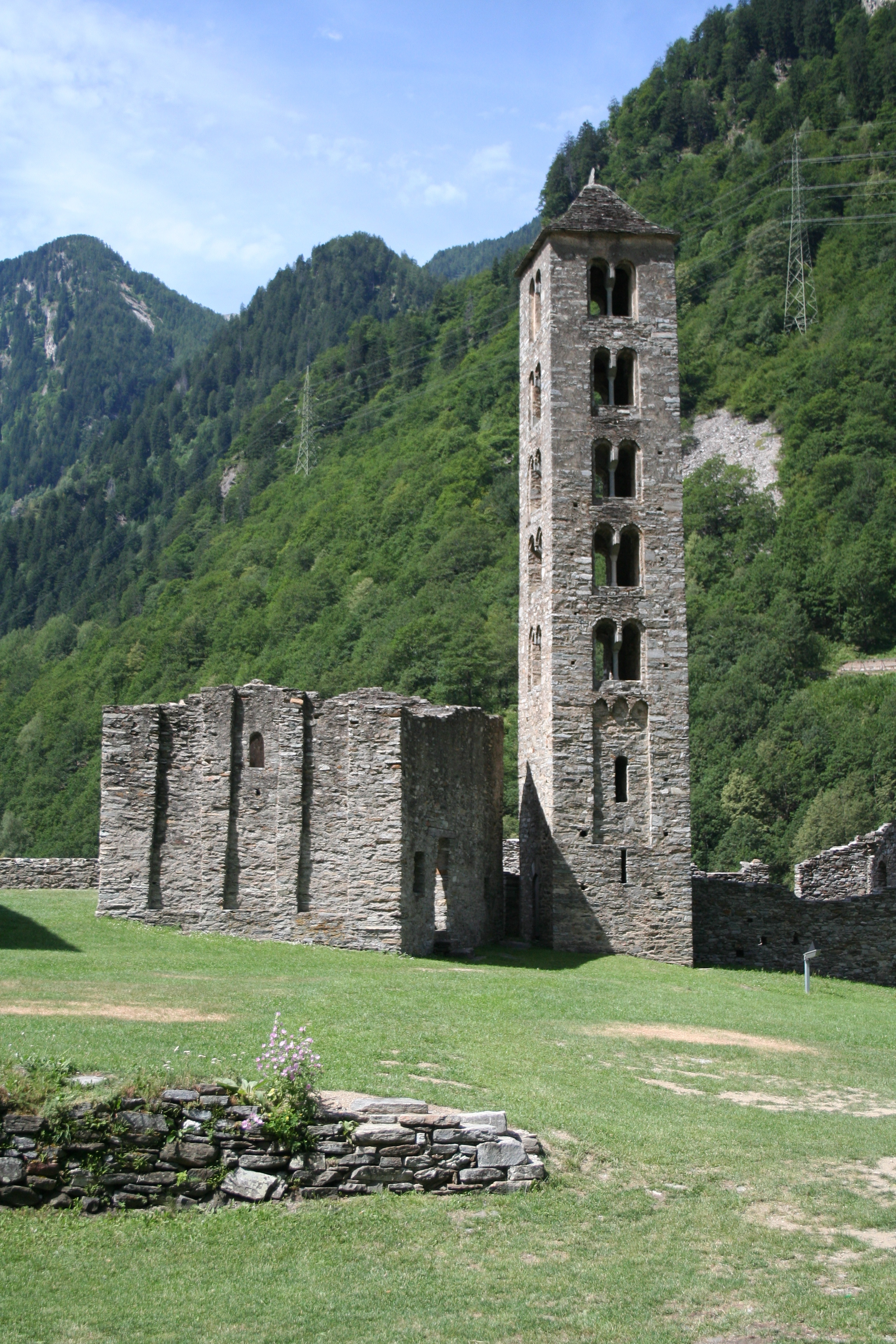
Kirche San Carpoforo
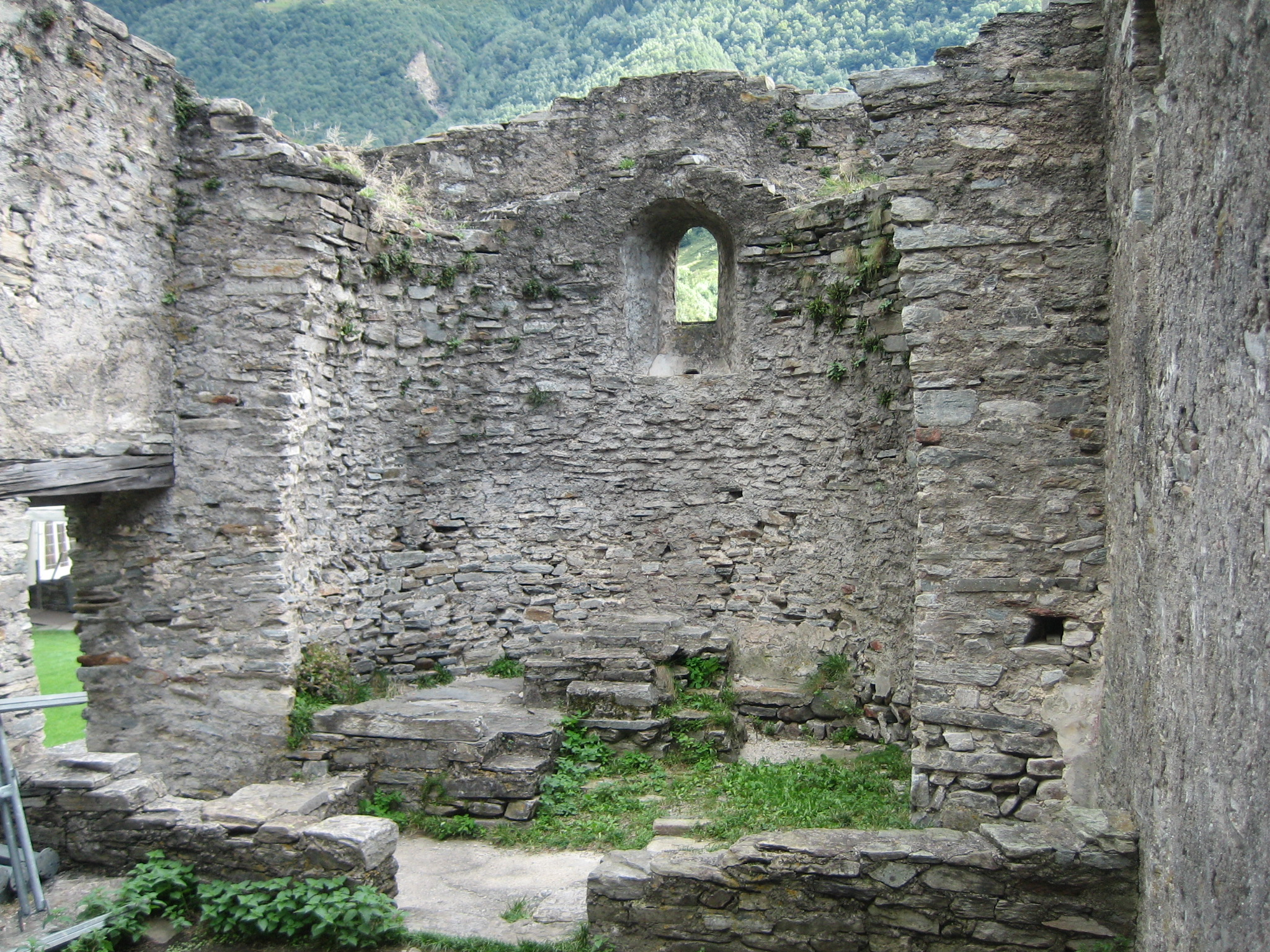
Blick in die Apsis

## Geschichte

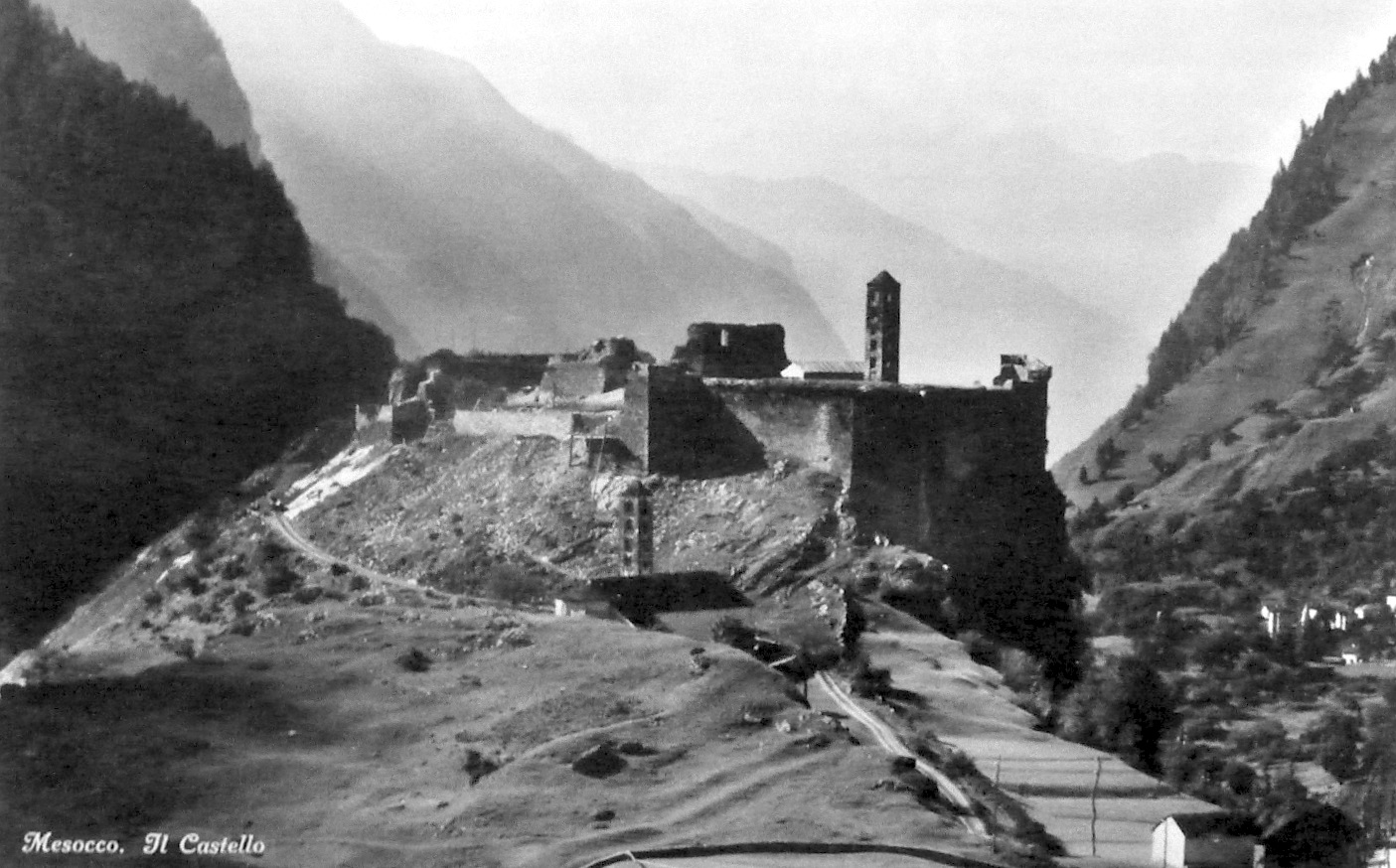
Um 1926

Schloss Mesocco, tal-aufwärts. Historisches Bild von Leo Wehrli (1935)

Archäologische Funde belegen die Besiedlung der Anlage seit der Jungsteinzeit. Die älteste Anlage war vermutlich ein frühmittelalterliches Kirchenkastell aus dem 6. oder 7. Jahrhundert. Abgesehen von Fundamentresten in der Kirche haben sich aus jener Zeit keine Spuren von Wohnbauten erhalten.
Erstmals erwähnt wird das Castello 1219 in einem Stiftungsbrief. Vermutlich errichteten die Freiherren von Sax im ehemaligen Kirchenkastell eine mittelalterliche Burg, die rund vier Jahrhunderte lang ihr Wohnsitz bleiben sollte und von der aus ihre Herrschaft über das Misox begründeten.
Im Zusammenhang mit den Mailänder Feldzügen bemühten sich die Eidgenossen, das Herzogtum Mailand und der Graue Bund um Castello und Herrschaft Misox. 1479 wurde das Castello durch den Grauen Bund besetzt, 1480 wurden Mesocco und Soazza in den Bund aufgenommen. Mailand trat aus Rücksicht auf die Eidgenossen als Interessent zurück und schob den Mailänder Condottiere Gian Giacomo Trivulzio vor, der am 20. November 1480 Graf Johann Peter von Sax die Burg und die Herrschaftsrechte im Misox und Calancatal für 16'000 Rheinische Gulden abkaufte.
Trivulzio baute die Burg zu einer spätmittelalterlichen Festung aus, verstärkte Mauern und Türme und stattete sie mit Gewehren und Geschützen aus. Sie galt nun als «nur durch Verrat oder Hunger einnehmbar». 1496 trat Trivulzio dem Grauen Bund bei und verpflichtete sich, im Bedarfsfall Waffen und Proviant aus der Burg zu liefern, was beim Schwabenkrieg, in der Schlacht an der Calven und im 1. Müsserkrieg auch geschah.
Aus Angst vor der Übernahme der Festung durch fremde Mächte liessen die Drei Bünde 1526 gegen heftigen Widerstand der Trivulzio die Burg schleifen, bzw. unbrauchbar machen; das Mauerwerk blieb weitgehend erhalten. Ein grosser Teil der Waffen und Geschütze wurde nach Mesocco gebracht, wo sie 1541 von den Bündnern aufgekauft wurden.
Anschliessend begann die Anlage zu zerfallen. 1835 wurde der Hauptturm durch einen Blitzschlag zerstört. 1925–26 wurde die Burg durch «Pro Campagna» unter der Leitung des Architekten Eugen Probst freigelegt und stabilisiert. Bei Restaurierungsarbeiten zwischen 1986 und 1993 wurden der polygonale Westturm und die Mauern im Norden und Nordwesten wiederhergestellt.